# Harpenden Rural
Harpenden Rural est une paroisse civile du Hertfordshire, en Angleterre.